# 任纪舜
任纪舜（1935年2月6日—），中国地质学家。出生于陕西华阴。1955年毕业于西北大学地质系。1997年当选为中国科学院院士。中国地质科学院地质研究所研究员。世界地质图委员会(CGMW)副主席。